# Трояновский, Антон Сергеевич
Анто́н Серге́евич Трояно́вский (англ. Anton S. Troianovski, род. 30 мая 1985, Москва, СССР) — американский журналист, глава московского бюро газеты The New York Times, бывший глава московского бюро газеты The Washington Post.

## Биография
Антон Трояновский родился 30 мая 1985 года в Москве, Советский Союз, в семье учёных-биологов. Отец — Сергей Маркович Трояновский, сын советского режиссёра и оператора Марка Антоновича Трояновского. В 1990 году семья Трояновского переехала в Гейдельберг, Германия, а в 1994 в Соединённые Штаты Америки (США).
Карьера журналиста началась с работы фотографом в газете Webster-Kirkwood Times и группе изданий Suburban Journals в штате Миссури, США. В июне 2008 году окончил Гарвардский университет со степенью бакалавра в области социальных исследований. Во время учёбы в университете был заместителем главного редактора газеты The Harvard Crimson. В 2007 году получил тревел-грант центра по исследованиям России и Евразии Davis Center с темой «Новое поколение российских журналистов после падения коммунизма». Проходил стажировку в журнале The New Republic, информационном агентстве Ассошиэйтед Пресс и газете The Washington Post.
С 2008 года работал в газете The Wall Street Journal, где освещал темы, связанные с недвижимостью, телекоммуникациями и экономикой в Вашингтоне и Нью-Йорке. C 2013 по 2017 год работал корреспондентом в Берлине, Германия.
С января 2018 года по июль 2019 года работал в качестве руководителя московского бюро The Washington Post. Трояновский был частью команды The Post, получившей Пулитцеровскую премию в 2020 году за серию репортажей об изменении климата.
27 июня 2019 года перешёл в газету The New York Times, где с января 2021 года является руководителем московского бюро. Был одним из первых иностранных журналистов, освещавших события во время Второй карабахской войны.
Владеет русским, немецким и французским языками.